# Nuevo Chacacal
Nuevo Chacacal är en ort i Mexiko.   Den ligger i kommunen Berriozábal och delstaten Chiapas, i den sydöstra delen av landet, 700 km öster om huvudstaden Mexico City. Nuevo Chacacal ligger 250 meter över havet och antalet invånare är 130.
Terrängen runt Nuevo Chacacal är kuperad åt sydväst, men åt nordost är den bergig. Nuevo Chacacal ligger nere i en dal. Runt Nuevo Chacacal är det ganska tätbefolkat, med 116 invånare per kvadratkilometer. Närmaste större samhälle är Berriozábal, 19,9 km söder om Nuevo Chacacal. I omgivningarna runt Nuevo Chacacal växer huvudsakligen savannskog.